# Erschallet, ihr Lieder, erklinget, ihr Saiten!
Erschallet, ihr Lieder, erklinget, ihr Saiten! (BWV 172) ist eine geistliche Kantate von Johann Sebastian Bach. Er komponierte sie 1714 in Weimar für Pfingsten und führte sie dort in der Schlosskapelle am 20. Mai 1714 zum ersten Mal auf.

## Entstehung
Bach war in Weimar Hoforganist von Johann Ernst von Sachsen-Weimar und wurde am 2. März 1714 zum Konzertmeister ernannt. Damit ging die Aufgabe einher, monatlich eine geistliche Kantate in der Schlosskirche aufzuführen. Erschallet, ihr Lieder ist die dritte Kantate dieser Reihe, komponiert nach Weinen, Klagen, Sorgen, Zagen. Die Dichtung wird Salomon Franck zugeschrieben, obwohl das Werk nicht in seinen gedruckten Werken zu finden ist. Doch mehrere Stilmerkmale – das Bibelwort als Rezitativ im zweiten Satz statt als Eingangschor, Arienfolgen ohne verbindendes Rezitativ, Dialoge im Duett – finden sich sämtlich in dieser Kantate. Das Uraufführungsmaterial ist erhalten und belegt, dass die Kantate in Leipzig 1724 wieder aufgeführt wurde. Bach revidierte sie dort ein weiteres Mal 1731. Eine Stimme für obligate Orgel anstelle von Oboe und Cello im fünften Satz existiert für eine noch spätere Aufführung. Alfred Dürr folgert: „Alle diese Änderungen zeigen, wie sehr Bach sich gerade um dieses Werk bemüht hat, das er […] besonders geliebt zu haben scheint.“

## Besetzung, Textgrundlage und Aufbau
Die Kantate ist gesetzt für vier Solisten, Chor und ein festliches Orchester: drei Trompeten, Pauken, Oboe (in späteren Fassungen Oboe d’amore oder Orgel), Streicher, Violoncello, Fagott und Basso continuo. Der Text für die Sätze 1 und 3 bis 5 wird Salomon Franck zugeschrieben. Das Rezitativ (2) basiert auf Joh. 14, 23: Wer mich liebet, der wird mein Wort halten. Satz 5 ist ein Duett von Seele (Sopran) und Geist (Alt), unterstrichen durch ein instrumentales Zitat von Martin Luthers Choral Komm, Heiliger Geist, Herre Gott, der auf Veni creator spiritus basiert. Der Choral (6) ist die vierte Strophe von Philipp Nicolais Wie schön leuchtet der Morgenstern.
1. Coro: Erschallet, ihr Lieder, erklinget, ihr Saiten
2. Recitativo (Bass): Wer mich liebet, der wird mein Wort halten
3. Aria (Bass, Trompeten und Pauken): Heiligste Dreieinigkeit
4. Aria (Tenor, Streicher): O Seelenparadies
5. Aria (Sopran – Seele, Alt – Geist, Oboe, Violoncello): Komm, laß mich nicht länger warten
6. Choral (Violine): Von Gott kömmt mir ein Freudenschein
7. (in der ersten Fassung:) Wiederholung des Eingangschores

## Musik
1. Der Eingangschor ist ein festlicher Konzertsatz, dessen Worte und Musik möglicherweise auf einer früheren verlorenen Glückwunschkantate basieren. Eine Ausgabe von Francks Werken enthält eine Kantate zu Neujahr Erschallet nun wieder, glückwünschende Lieder, die als Modell gedient haben mag. Der Satz ist in Da-capo-Form. Der erste Teil wird von Trompetenfanfaren eröffnet, die mit Koloraturen der Streicher abwechseln. Die Singstimmen setzen homophon ein und wiederholen sowohl die Fanfarenmotive als auch die Streicherfiguren. Der Höhepunkt wird erreicht in langgehaltenen Akkorden auf der ersten Silbe von „seligste Zeiten“, während die Instrumente die Fanfaren fortsetzen. Im Mittelteil pausieren die Trompeten, die Stimmen drücken in polyphoner Imitation den Gedanken aus „Gott will sich die Seelen zum Tempel bereiten“. In einer ersten Folge von der tiefsten zur höchsten Stimme setzt die nächste Stimme nach drei oder vier Takten ein, in einer zweiten Folge von den höchsten zu den tiefsten Stimme erfolgen die Einsätze noch dichter bereits nach einem oder zwei Takten.
2. Das Rezitativ bezieht sich auf die Lesung des Tages und betont die Idee „Wohnung bei ihm halten“ in melismatischen Linien, begleitet von Motiven im Cello, die denen von Satz fünf ähneln. Bach beschreibt das endgültige Ruhen in Gott durch eine lange Schlussnote C auf dem tiefsten Ton, den er einem Solisten abverlangte.
3. Die Aria über die Dreieinigkeit wird nur von den drei Trompeten, Pauken und basso continuo begleitet, eine seltene Kombination, die dem Inhalt entspricht. Das Thema ist aus den drei Tönen des Dur-Dreiklangs gebildet.
4. In großem Kontrast illustrieren fließende Streicherlinien in der Tenoraria O Seelenparadies den Geist, „der bei der Schöpfung blies“.
5. Der letzte Solosatz, von Bach als Aria bezeichnet, vereint vier Stimmen: zwei Singstimmen, Oboe und Violoncello solo. Sopran und Alt besingen ihre Einheit („Ich vergeh, wenn ich dich misse“ die eine, „Ich bin dein, und du bist mein!“ die andere), die Oboe spielt den reich verzierten Pfingstchoral, und das Cello spielt durchgehend eine figurenreiche Melodie.
6. Im folgenden vierstimmigen Choral vertont Bach die vierte Strophe des Liedes Wie schön leuchtet der Morgenstern von Philipp Nicolai, unter Hinzufügung einer lebhaften Violinstimme.
7. In der ersten Aufführung verlangte Bach danach die Wiederholung des Eingangschores durch die Angabe „chorus repetatur ab initio“ im Manuskript.

## Aufnahmen
- J. S. Bach: Cantatas BWV 68 & BWV 172. Ursula Buckel, Irma Keller, Theo Altmeyer, Jakob Stämpfli, Vokalensemble Kassel, Deutsche Bachsolisten, Dirigent Klaus Martin Ziegler. Cantate / Nonesuch, Mitte der 1960er?
- Cantatas BWV 172 & BWV 78. Adele Stolte, Annelies Burmeister, Peter Schreier, Theo Adam, Thomanerchor, Gewandhausorchester, Dirigent Erhard Mauersberger. Eterna, 1970.
- Cantatas. Selections (BWV 172–175). Eva Csapò, Doris Soffel, Adalbert Kraus, Wolfgang Schöne, Frankfurter Kantorei, Bach-Collegium Stuttgart, Dirigent Helmuth Rilling. Hänssler, 1975.
- J. S. Bach Das Kantatenwerk. Arleen Augér, Ortrun Wenkel, Peter Schreier, Theo Adam, Thomanerchor, Gewandhausorchester, Dirigent Hans-Joachim Rotzsch. Berlin Classics 1981
- J. S. Bach: Das Kantatenwerk – Sacred Cantatas Vol. 9. Matthias Echternach (Solist des Knabenchor Hannover), Paul Esswood, Marius van Altena, Max van Egmond, Knabenchor Hannover (Chorleiter Heinz Hennig), Collegium Vocale Gent, Leonhardt-Consort, Dirigent Gustav Leonhardt, Teldec 1987
- J. S. Bach: Complete Cantatas Vol. 2 – Barbara Schlick, Kai Wessel, Christoph Prégardien, Klaus Mertens, Amsterdam Baroque Orchestra & Choir, Dirigent Ton Koopman, Antoine Marchand 1995
- Bach Cantatas Vol. 26. Lisa Larsson, Derek Lee Ragin, Christoph Genz, Panajotis Iconomou, Monteverdi Choir, English Baroque Soloists, Dirigent John Eliot Gardiner. Soli Deo Gloria, 2000.
- Thomanerchor Leipzig. Dirigent Georg Christoph Biller. St. Thomas, 2009.
- Erschallet, ihr Lieder, erklinget, ihr Saiten! Eva Oltiványi, Markus Forster, Bernhard Berchtold, Raphael Jud. Chor und Orchester der J. S. Bach-Stiftung, Rudolf Lutz. Georg Kohler (Reflexion). DVD. Gallus Media, 2007.